# Brändö
Brändö è un comune finlandese situato nella regione delle isole Åland con 450 abitanti.

## Società

### Lingue e dialetti
Lo svedese è l'unica lingua ufficiale di Brändö benché 15,8% parlino il finlandese e 4,2% parlino altre lingue.
| %     | Ripartizione linguistica (gruppi principali) |
| ----- | -------------------------------------------- |
| 80,0% | madrelingua svedese                          |
| 15,8% | madrelingua finlandese                       |